# Tequus schuhi
Tequus schuhi – gatunek błonkówki z rodziny Pergidae.

## Taksonomia
Gatunek ten został opisany w 1980 roku przez Davida Smitha pod nazwą Acordulecera schuhi. Jako miejsce typowe podano obszar na wysokości 2300 m n.p.m. w  Dystrykcie Molinopampa, 43 km na wsch. od Chachapoyas w peruwiańskim regionie Amazonas. Holotypem była samica. W 1990 roku autor opisu przeniósł ten gatunek do rodzaju Tequus. 

## Zasięg występowania
Ameryka Południowa, znany jedynie z Peru.